# (38765) 2000 RU6
2000 RU6 (asteroide 38765) é um asteroide da cintura principal. Possui uma excentricidade de 0.13370310 e uma inclinação de 9.39936º.
Este asteroide foi descoberto no dia 1 de setembro de 2000 por LINEAR em Socorro.